# شرط إعادة التوحيد
كان بند إعادة التوحيد جزءًا من ديباجة الدستور الألماني. ككل، يعرف باسم القانون الأساسي الألماني. كانت الديباجة سارية من عام 1949 حتى عام 1990. 
انتهت الديباجة بالحكم: 
Das gesamte Deutsche Volk bleibt aufgefordert، in freier Selbstbestimmung die Einheit und Freiheit Deutschlands zu vollenden.
لا يزال الشعب الألماني كله مضطرًا للوفاء بوحدة وحرية ألمانيا بحكم حقها في تقرير المصير الحر.
أسفرت الاجتهادات القضائية للمحكمة الدستورية الفيدرالية في ألمانيا عن امتياز دستوري، كان ملزماً لجميع الكيانات الحكومية، لاستعادة الوحدة الألمانية والعمل على تحقيق هذا الهدف. 
في ذلك الوقت، جرت محاولة من قبل أحزاب المعارضة للتحالف الإداري الاجتماعي الليبرالي برئاسة المستشار الألماني ويلي براندت لمنع التصديق على المعاهدة الأساسية لعام 1972. تم التفاوض على المعاهدة من قبل إدارة براندت لإقامة علاقات حسن جوار مع جمهورية ألمانيا الديمقراطية، مع الحفاظ على فرضية شرط إعادة التوحيد. ومع ذلك، فقد أُحبطت هذه المحاولة بقرار من المحكمة العليا الألمانية، والذي أشار إلى صلاحيات الحكم الذاتي المخولة دستوريًا للأحزاب السياسية فيما يتعلق بكيفية تنفيذ شرط إعادة التوحيد. 

## شروط إعادة التوحيد الأخرى
يمكن العثور على شروط إعادة التوحيد في: 
- دستور الكانتونات السويسرية بازل-شتات

من ناحية أخرى، توجد ولاية دستورية لسيادة الدولة من أجل: 
- كانتونات سويسرا كانتون ريف بازل،
- بموجب معاهدة الدولة النمساوية لعام 1955 في النمسا.